# Димитър Комнин Евдемонойоан
Димитър Комнин Евдемонойоан (на средногръцки: Δημήτριος Κομνηνός Εὺδαιμονοϊωάννης) е сръбски управител на Сяр в 60-те години на XIV век.

## Биография
Споменава се в документи като кефалия на Сяр в 1360 година и като заемащ длъжността върховен съдия на града (католикос критис) в периода 1365 - 1366 година. Въпреки че по това време Сяр е част от Сръбската империя, управлението на града е организирано по византийски модел и в голяма степен е поверено на местни гърци.